# Conception (banda)
Conception es una banda de metal técnico/progresivo de Raufoss, Noruega.

## Historia
La banda se formó en Noruega en 1989 por Tore Otsby (ARK), el cantante Dag Otsby, el baterista Werner Skogli y el bajista Freddy Samsonstuen. Tras grabar su primera demo en 1990 la base rítmica del grupo fue sustituida por el batería Arve Heimdal y el bajista Ingar Amlien. Un año después Dag Otsby abandona el grupo, con lo que se verán forzados a buscar un nuevo cantante que será un vocalista de pop con estudios de Opera llamado Roy Khan (Kamelot). Con esta formación grabarán su primer disco, The Last Sunset, el cual publicarán con su propia discográfica CSF records. Para el segundo disco, Paralell Minds de 1993, el grupo firma un contrato con Noise Records. Tras este disco vendrá en 1995 In your multitude y en 1997 Flow, disco que significaría un cambio en el sonido de la banda. En agosto de 1997 el grupo se separía. 
Tras 8 años el grupo se reunió (con la formación que grabó los discos) para dos conciertos en 2005: uno el 16 de septiembre en el festival Prog Power en EE. UU. y el 1 de octubre en la fiesta del 15 aniversario de la revista metalera noruega Scream Magazine.
En 2018 y tras 21 años desde la desaparición del grupo, los miembros originales de la banda (Arve, Ingar, Roy y Tore) se han reunido para editar un nuevo disco titulado Re-Conception, que ve la luz en el mes de noviembre de 2018.
A principios del 2020 editan nuevo LP llamado State of Deception

## Miembros del grupo
- Roy Khan - Voz
- Tore Otsby - Guitarra
- Ingmar Amlien - Bajo
- Arve Heimdal - Batería

## Miembros pasados
- Hans Christian Gjestvang - teclados
- Trond Nagell-Dahl - teclados
- Dag Østby - Voz
- Werner Skogli - batería
- Freddy Samsonstuen - bajo
- Halvor Holter - teclados
- Lars Christian Narum - teclados

## Discografía
- Conception (demo, 1990)
- The Last Sunset (1991)
- Parallel Minds (1993)
- Power of Metal (Live + Helicon, Rage, Gamma Ray, 1994)
- Roll The Fire (Single, 1994)
- Guilt (Single, 1995)
- In Your Multitude (1995)
- Flow (1997)
- Re:conception (EP, 2018)
- My Dark Symphony (2018)
- State Of Deception (2020)
- State Of Deception (Deluxe Edition 2022)